# 바세지에 밀리
바세지에 밀리(다리어·파슈토어: بسیج ملی, 국가 동원) 또는 아프가니스탄 녹색 흐름(روند سبز افغانستان)은 아프가니스탄의 전직 국가안전국 국장(2004년 ~ 2010년)인 암룰라 살레가 창당한 정당이다. 당은 대중 운동과 민주주의를 이념으로 한다. 가장 강하게 반대하는 세력은 탈레반이다. 2011년에는 20,000명 이상의 살레의 추종자들이 카불에 반(反)탈레반 집회에 참석했다.